# Bobrowniki Wielkie
Bobrowniki Wielkie (prononciation : [bɔbrɔvˈniki ˈvjɛlkʲɛ]) est une localité polonaise de la gmina de Żabno, située dans le powiat de Tarnów en voïvodie de Petite-Pologne.